# Ali Adnan Kadhim
Ali Adnan Kadhim (en árabe: علي عدنان كاظم التميمي‎; 19 de diciembre de 1993) es un futbolista iraquí. Juega en la posición de defensa en el Al-Najma S. C. de la Liga Profesional Saudí.

## Selección nacional
Es internacional con la selección de fútbol de Irak.

## Clubes
| Club                    | País           | Año       | Partidos | Goles |
| ----------------------- | -------------- | --------- | -------- | ----- |
| Baghdad FC              | Irak           | 2010-2013 | 30       | 6     |
| Caykur Rizespor         | Turquía        | 2013-2015 | 47       | 4     |
| Udinese Calcio          | Italia         | 2015-2019 | 69       | 2     |
| Atalanta B. C. (cedido) | Italia         | 2018-2019 | 4        | 0     |
| Vancouver Whitecaps     | Canadá         | 2019-2021 | 51       | 3     |
| Vejle Boldklub          | Dinamarca      | 2021-2022 | 1        | 0     |
| F. C. Rubin Kazán       | Rusia          | 2022-2023 | 8        | 0     |
| Mes Rafsanjan F. C.     | Irán           | 2023-2024 | 21       | 0     |
| Al-Najma S. C.          | Arabia Saudita | 2024-     | 33       | 1     |